# Giuseppe Castiglione (1829–19??)
Pour les articles homonymes, voir Giuseppe Castiglione.
Giuseppe Castiglione (en français Joseph Castiglione), né en 1829 à Naples et  mort après juin 1914, est un artiste peintre italien, connu pour ses peintures de genre et ses portraits.
Établi à Paris en 1860, il a exposé au Salon des artistes entre 1861 et 1908.

## Biographie
Giuseppe Castiglione est né en 1829 à Naples. Il y commence des études de peinture, qu'il poursuit à Rome et Florence. Son talent lui vaut des commandes officielles du royaume et ses premiers paysages sont récompensés d'une médaille d’or. Lorsqu'il s'installe à Paris, en 1860, il est devenu un peintre confirmé.
Il commence à exposer ses peintures à Turin et à Paris, où il présente des œuvres au Salon entre 1861 et 1908. Membre de la Société des artistes, il reçoit une médaille au Salon de 1869 et une mention honorable au Salon de 1891.
Décoré de la Légion d'honneur en 1893, Castiglione est récompensé d'une médaille de bronze à l'occasion de l'Exposition universelle de 1900. Il joue aux échecs.
Castiglione occupe plusieurs ateliers successifs du 9e arrondissement, notamment passage Tivoli, place Pigalle et rue des Martyrs. À partir de 1890, il s'établit au 11, boulevard de Clichy, où résident de nombreux artistes comme Émile Friant, Georges Bergès, Jenny Villebesseyx, ou encore le député Théophile Delcassé. Castiglione réside à cette adresse jusqu'en 1913.
En juin 1914, après plus de 50 ans passés à Paris, il retourne s'installer à Naples, dans un atelier de peinture situé largo Miracoli, 20.

## Œuvres

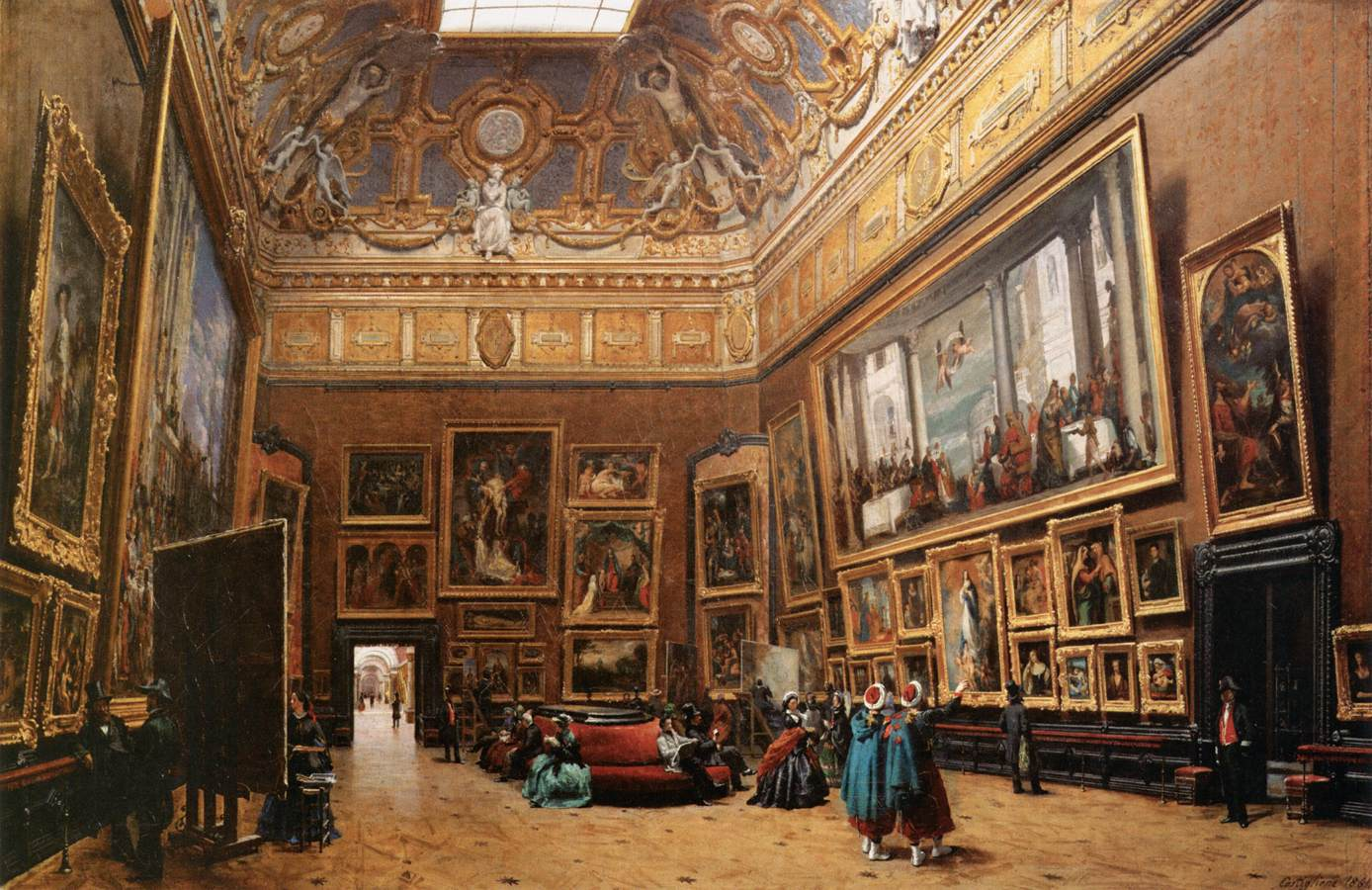
Vue du grand Salon carré au Musée du Louvre, musée du Louvre, Paris

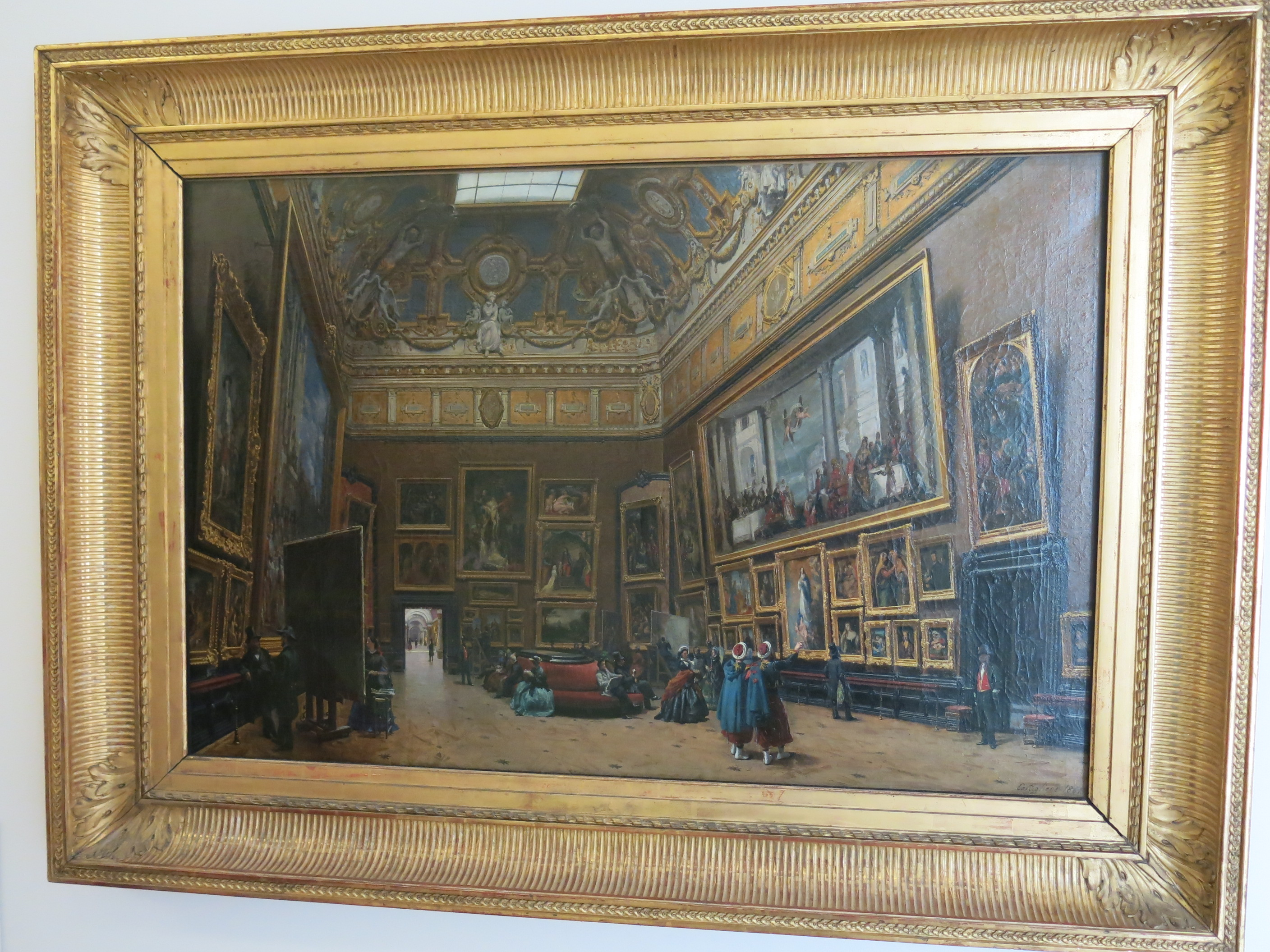
Vue du grand Salon carré au Musée du Louvre (avec le cadre), musée du Louvre, Paris

- Vue de la galerie d'Apollon, au musée du Louvre, Salon de 1861
- Vue du grand salon carré, au musée du Louvre, Salon de 1861, 69 x 103 cm, musée du Louvre, Paris[9],[10]
- Le Salon d'Apollon, au palais des Tuileries, Salon de 1863 (appartient à S.E. le duc de Morny)
- La Galerie des armures au château royal de Turin, Salon de 1864
- Une bonne nouvelle, Salon de 1865
- Une lecture après le repas, Salon de 1865
- La Double Surprise, Salon de 1867
- La Première Entrevue, Salon de 1867
- Pia de Tolomei, Salon de 1868
- Une dame de la cour de Louis XIII, Salon de 1868
- Le Passé, Salon de 1869[11]
- Portrait de Mme la marquise T..., Salon de 1869[11]
- Marie de Médecis, Salon de 1873[11]
- Un prélude, Salon de 1873[11]
- Villa Torlonia, à Frascati, près Rome, Salon de 1874[11]
- Entre trois larrons, Salon de 1875[11]
- Le Château de Haddon-Hall, au moment où les soldats de Cromwell l'envahissent[11], Salon de 1875, Exposition universelle de Paris de 1878
- Une visite chez l'oncle cardinal Frascati, près de Rome[11], Salon de 1875, Exposition universelle de Philadelphie, 1876 (médaille)
- Petite Fête chez un artiste, Salon de 1876[11]
- Tête d'étude, Salon de 1876[11]
- Repos devant la baie de Naples, Paris, 1877
- Un duel sans témoins, Paris, 1877
- La Leçon au perroquet, 1878[11],[12]
- Portrait de M. Pandolfini du Théâtre italien, 1878[11]
- La Promenade des Anglais à Nice, Salon de 1879[11]
- Les Fleurs du printemps, Salon de 1879[11]
- Portrait de Mme G. C., Salon de 1880
- Portrait de MM. J.-B. et G.-A. C..., Salon de 1880
- Le Cardinal artiste, Salon de 1881[11]
- Olivia et Sébastien, Salon de 1881[11]
- Têtes d'étude (dessins à la plume), Salon de 1881[11]
- Ophélia, Salon de 1882[11]
- Portrait de Mme la vcomtesse de B., Salon de 1882[11]
- La Visite à la convalescente, Salon de 1888
- À Naples, Salon de 1890
- Tête d'homme, Salon de 1891
- Matinée chez le cardinal Rezzonico (Venise) (XVIe siècle), Salon de 1893
- Un défi (Venise, XVIe siècle), Salon de 1895
- Dame d'honneur, époque Henri IV, Salon de 1897
- La Visite au château, Salon de 1897
- La Petite Yvonne, Salon de 1898
- Francesca et Paolo, Salon de 1899
- La Balle vénitienne, XVIe siècle, Salon de 1899
- Une matinée chez Son Éminence le cardinal, Salon de 1900
- La Partie d'échecs, Salon de 1901
- Le Goûter de la mariée, Salon de 1901
- La Partie d'échecs, Salon de 1902
- Plautilla Nelli faisant le portrait de la grande duchesse de Toscane, Salon de 1902
- La Musique interrompue, Salon de 1903
- La Visite à la convalescente, Salon de 1903
- La Dame et son page, Salon de 1904
- La Partie de cartes, Salon de 1905
- Patricien de Venise, XVIe siècle, Salon de 1905
- La Musique après le repas, Salon de 1907
- Question d'honneur, Salon de 1907
- Portrait de Mlle A..., Salon de 1908
- Portrait de Mlle Ameline, Salon de 1908

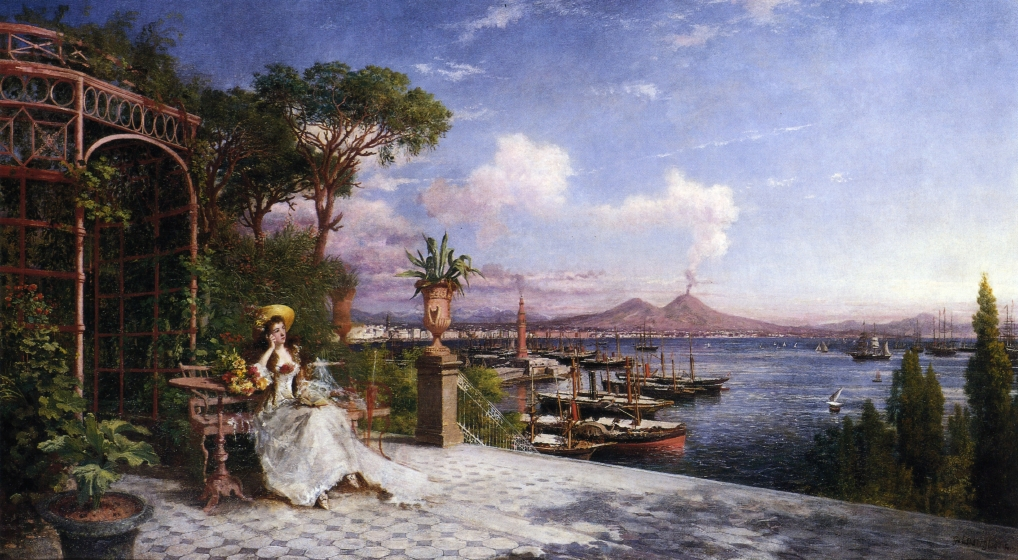
Repos devant la baie de Naples
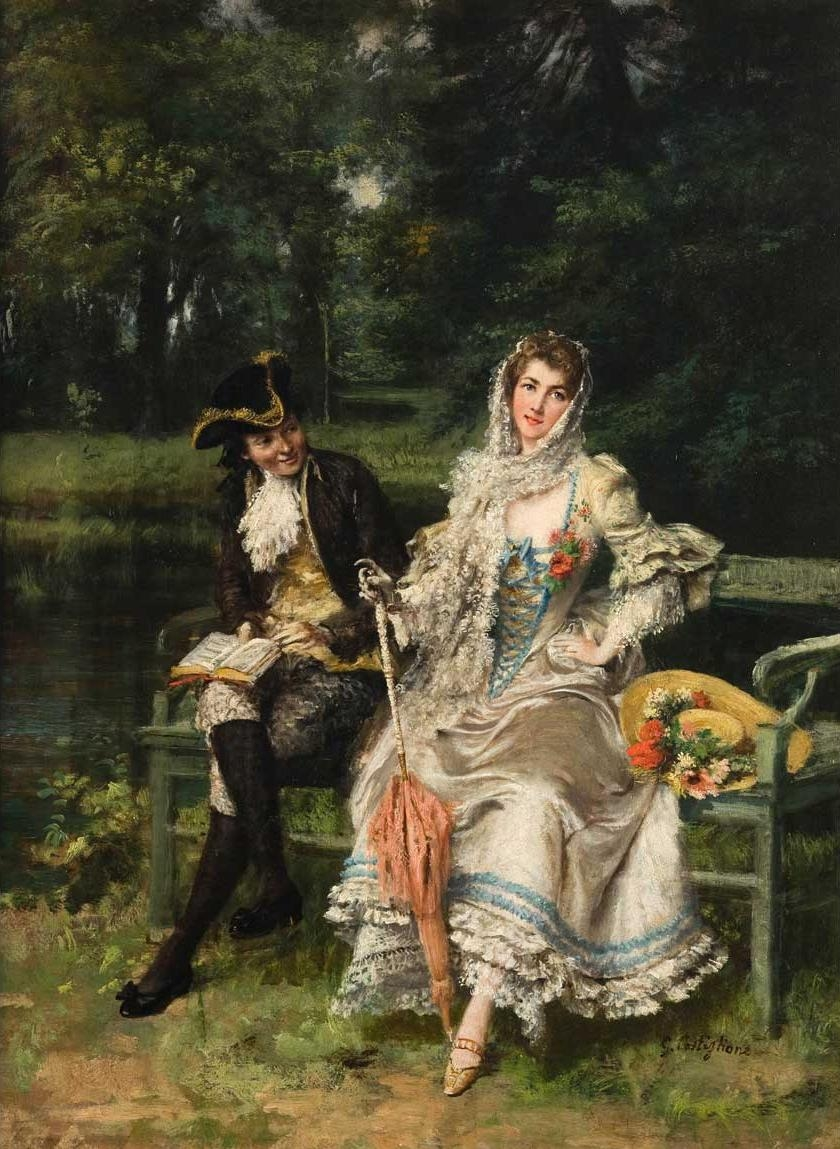
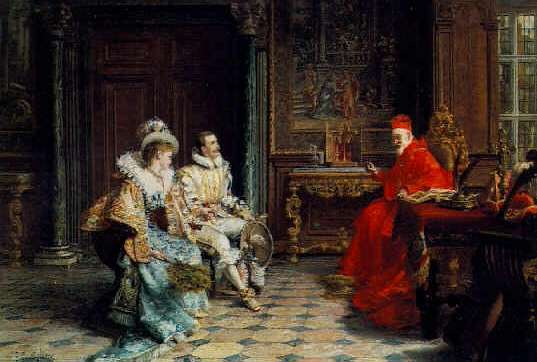
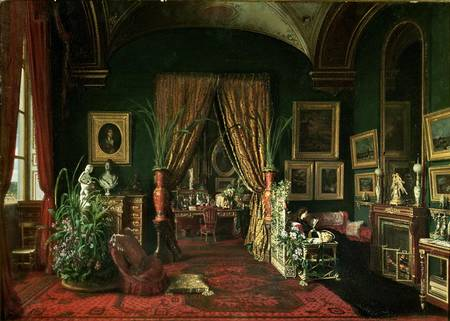
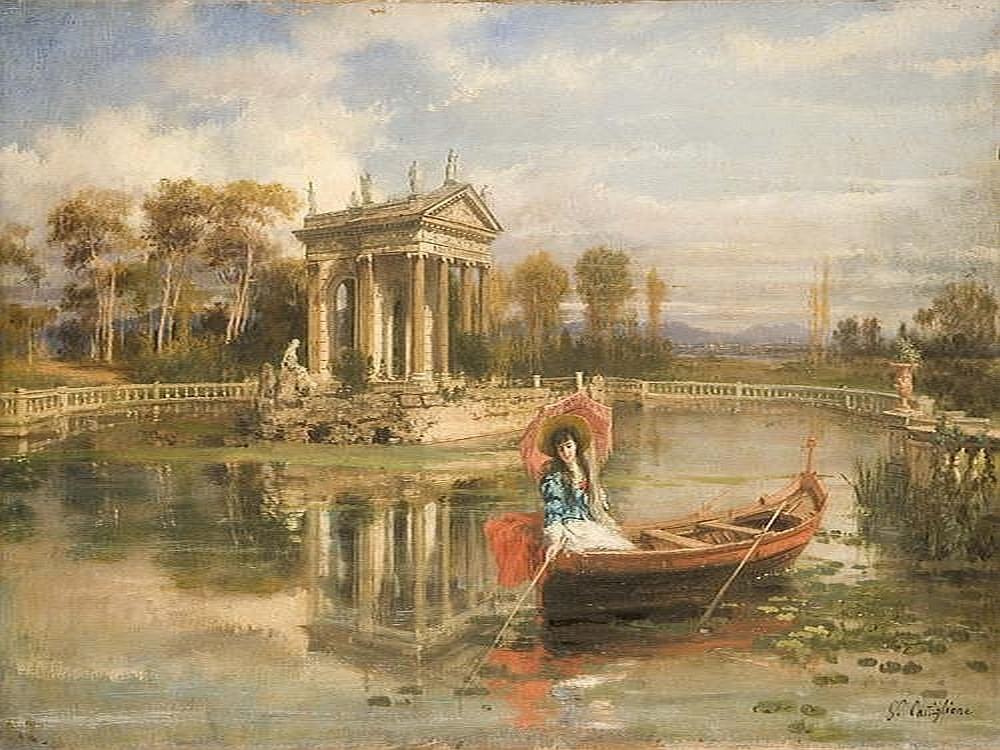
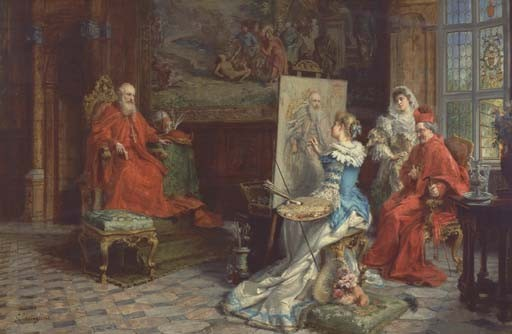
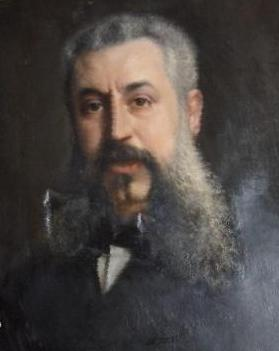
Portrait du peintre italien Achille Talarico (1837 - 1902).

## Catalogue de vente
- Catalogue des tableaux par G. Castiglione dont la vente aura lieu hôtel Drouot, salle no 3 le lundi 12 février 1883 à trois heures  (préf. Edmond Saint-Yves), Paris, 1883[2]